# Seznam čeških pesnikov
Seznam čeških pesnikov.

## B
- Aleš Balcárek
- Josef Barák
- Josef Bartuška
- Jaroslav Bednář
- Kamil Bednář
- Božena Benešová (née Zapletalová)
- Ivan Blatný
- Jaromír Borecký
- František Branislav
- Otokar Březina
- Václav Burian?

## C
- Johannes Vodnianus Campanus

## Č
- Svatopluk Čech
- František Ladislav Čelakovský
- Miloň Čepelka
- Jakub Čermák
- Adolf Černý
- Miroslav Červenka
- Václav Čtvrtek

## D
- Ivan Diviš
- Jaroslav Durych
- Xaver Dvořák
- Viktor Dyk

## E
- Karel Jaromír Erben
- Karla Erbová

## F
- Viktor Fischl
- Zbyněk Fišer (ps. Egon Bondy)
- Miroslav Florian
- Josef Václav Frič
- Josef Frič

## G
- František Gellner
- Bohumila Grögerová (1921–2014)

## H
- František Halas
- Vítězslav Hálek
- Karel Havlíček Borovský
- Jindřich Heisler
- František Herites
- Adolf Heyduk
- Josef Hiršal
- Karel Hlaváček
- (Milan "Mejla" Hlavsa)
- Vladimír Holan
- Miroslav Holub
- Josef Hora
- Jindřich Hořejší
- Bohumil Hrabal
- Zdeněk Hron
- František Hrubín
- Petr Hruška
- Miroslav Huptych

## J
- Ivan Martin Jirous
- Josef Jungmann

## K
- Josef Kainar
- Bohdan Kaminský
- Jiří Karásek ze Lvovic (pr.i. Josef Karásek)
- Václav Kliment Klicpera
- Pavel Kohout
- Jiří Kolář
- Petr Kopta
- Jiří Kovtun
- Vít Kremlička
- Karel Kryl (kantavtor)
- Josef Kubelka
- Lenka Kuhar Daňhelová
- Ludvík Kundera (1920-2010)
- Milan Kundera?
- Jaroslav Kvapil

## L
- František Langer
- Martin Langer

## M
- Karel Hynek Mácha
- Josef Svatopluk Machar
- Miloš Macourek
- Jiří Mahen (pr.i. Antonín Vančura)
- Bohumil Mathesius
- Rudolf Mayer
- Rudolf Medek
- Eva Medková
- Oldřich Mikulášek

## N
- Jan Neruda
- Stanislav Kostka Neumann
- Vitězslav Nezval
- Jaromír Nohavica ?

## O
- Jiří Olič
- Jiří Orten

## P
- Josef Boleslav Pecka
- Eduard Petiška
- Gustav Pfleger Moravský
- Antonín Jaroslav Puchmajer

## R
- Martin Reiner
- Bohuslav Reynek
- Jiří Reynek

## S
- Karel Sabina
- Jaroslav Seifert
- Jan Skácel
- Josef Václav Sládek
- Antonín Sova
- Božena Správcová
- Ludvík Středa
- Karel Sýs

## Š
- Michal Šanda
- Karel Šiktanc
- Jiří Šotola
- Fráňa Šrámek
- Pavel Šrut
- Jindřich Štyrský

## T
- George (Jiří) Theiner
- Josef Topol
- (Josef Kajetán Tyl)

## V
- Jan Vladislav
- Jaroslav Vrchlický

## W
- Miroslav Wanek
- Richard Weiner
- Jiří Wolker
- Frank Wollman

## Z
- Jan Zahradníček
- Jaroslav Závada
- Vilém Závada
- Tomáš Zdechovský